# UFC Fight Night: Cyborg vs. Lansberg
UFC Fight Night: Cyborg vs. Lansberg（ユーエフシー・ファイトナイト：サイボーグ・バーサス・ランズバーグ、別名UFC Fight Night 95）は、ブラジル・ブラジリアのニルソン・ネルソン・ジムナジウムで開催された。

## 大会概要
本大会ではクリスチャン・サイボーグとリナ・ランズバーグによる女子バンタム級戦が組まれた。
Superior Challenge女子バンタム級王者リナ・ランズバーグ、キャリア7戦全勝のグレゴール・ガレスピーがUFCデビュー。

## 試合結果

### アーリープレリム
第1試合 ライト級 5分3R
○  グレゴール・ガレスピー vs.  グライコ・フランサ ×
3R終了 判定3-0（29-27、29-27、29-27）
第2試合 ウェルター級 5分3R
○  ビセンテ・ルケ vs.  ヘクター・ウルビナ ×
1R 1:00 KO（右フック）
第3試合 ライト級 5分3R
○  アラン・パトリック vs.  スティーヴィー・レイ ×
3R終了 判定3-0（29-28、29-28、30-27）

### プレリミナリーカード
第4試合 ウェルター級 5分3R
○  エリック・シウバ vs.  ルアン・シャーガス ×
3R 3:57 リアネイキッドチョーク
第5試合 フライ級 5分3R
○  ジュシー・フォルミーガ vs.  ダスティン・オーティス ×
3R終了 判定3-0（30-27、29-27、29-28）
第6試合 バンタム級 5分3R
○  ハニ・ヤヒーラ vs.  田中路教 ×
3R終了 判定3-0（29-28、29-28、29-28）
第7試合 71.6kg契約 5分3R
○  ミシェウ・プラゼレス vs.  ギルバート・バーンズ ×
3R終了 判定3-0（30-27、30-27、30-27）
※プラゼレスの体重超過によりライト級から変更。

### メインカード
第8試合 フェザー級 5分3R
○  ゴドフレド・ペペイ vs.  マイク・デ・ラ・トーレ ×
1R 3:03 リアネイキッドチョーク
第9試合 ミドル級 5分3R
○  エリック・スパイスリー vs.  チアゴ・サントス ×
1R 2:58 リアネイキッドチョーク
第10試合 ライト級 5分3R
○  フランシスコ・トリナウド vs.  ポール・フェルダー ×
3R 2:25 TKO（ドクターストップ）
第11試合 ヘビー級 5分3R
○  ロイ・ネルソン vs.  アントニオ・シウバ ×
2R 4:10 KO（右アッパー→パウンド）
第12試合 フェザー級 5分5R
○  ヘナン・バラオン vs.  フィリップ・ノヴァー ×
3R終了 判定3-0（29-28、29-28、30-27）
第13試合 女子63.5kg契約 5分5R
○  クリスチャン・サイボーグ vs.  リナ・ランズバーグ ×
2R 2:29 TKO（パウンド）

### 各賞
ファイト・オブ・ザ・ナイト： エリック・シウバ vs. ルアン・シャーガス
パフォーマンス・オブ・ザ・ナイト： エリック・スパイスリー、ビセンテ・ルケ
各選手にはボーナスとして5万ドルが授与された。

### カード変更
負傷などによるカードの変更は以下の通り。